# Hamza (aquifère)
Pour les articles homonymes, voir Hamza.

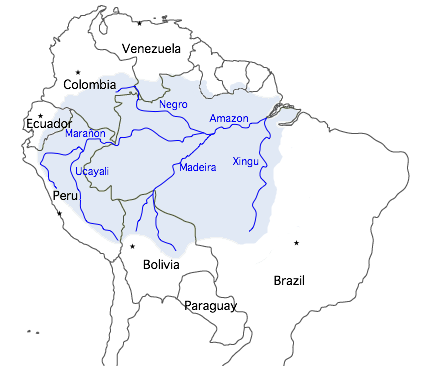
Carte fluviale du bassin de l'Amazonie

Le Hamza ou rio Hamza  est un aquifère découvert en août 2011. 
Plutôt qu'un jumeau enfoui de l’Amazone ou même qu'un compartiment sous-fluvial pouvant jouer le rôle d'un corridor biologique souterrain, en raison de sa profondeur (plus de 4 000 mètres de profondeur), il est à ce jour considéré comme un élément profond du bassin drainant de l'Amazonie, relativement déconnecté de l'Amazone. 
Il coulerait d'ouest en est,.

## Histoire
Cet aquifère tire son nom de Valiya Hamza, le directeur de l'Observatoire national du Brésil. 
Il a été présenté pour la première fois – sous réserve de confirmation par de nouveaux calculs ou de nouveaux sondages – à l'occasion du 12e Congrès international de la Sociedade Brasileira de Geofísica (SBGf), en août 2011.
Deux chercheurs, Elizabeth Pimentel et Valiya Mannathal Hamza, l'ont découvert lors d'une études du bassin amazonien utilisant les relevés de température de 241 forages profonds effectués par le groupe pétrolier brésilien Petrobras dans tout le bassin. Son débit et la direction de son écoulement ont été calculés sur la base d'outils mis au point antérieurement et intégrant les liens entre température de la croûte terrestre et mouvements d’eau souterrains. Selon les premiers résultats, le flux de cette masse d'eau, qui est comparée à un fleuve piégé dans une matrice rocheuse poreuse, est orienté d'ouest en est, donnant l'impression qu'il pourrait déboucher dans le delta de l’Amazone. 

Son débit moyen calculé (3 090 mètres cubes par seconde) est de loin inférieur à celui du fleuve Amazone (133 000 mètres cubes par seconde).   
Son écoulement serait d'abord plutôt vertical puis – en profondeur –  horizontal (vers l’est) et à nouveau orienté vers le bas.